# Katsuo Kameoka
Katsuo Kameoka (jap. 亀岡勝雄 Kameoka Katsuo; ur. 23 marca 1905 w Koori w prefekturze Fukushima, zm. 14 listopada 1945) – japoński bokser.
Absolwent Nihon University.
W 1930 został mistrzem Japonii w wadze piórkowej.
W 1932 wystąpił na igrzyskach olimpijskich w wadze piórkowej. W zawodach zajął 9. miejsce. W pierwszej rundzie rozgrywek przegrał ze Szwedem Allanem Carlssonem, późniejszym brązowym medalistą.